# Wspólnota administracyjna Ries
Wspólnota administracyjna Ries – wspólnota administracyjna (niem. Verwaltungsgemeinschaft) w Niemczech, w kraju związkowym Bawaria, w rejencji Szwabia, w regionie Augsburg, w powiecie Donau-Ries. Siedziba wspólnoty znajduje się w mieście Nördlingen, przy czym nie jest ono członkiem wspólnoty.
Wspólnota administracyjna zrzesza dziewięć gmin wiejskich (Gemeinde): 
- Alerheim, 1 613 mieszkańców, 23,37 km²
- Amerdingen, 859 mieszkańców, 19,10 km²
- Deiningen, 1 974 mieszkańców, 15,32 km²
- Ederheim, 1 090 mieszkańców, 16,57 km²
- Forheim, 569 mieszkańców, 23,26 km²
- Hohenaltheim, 598 mieszkańców, 17,82 km²
- Mönchsdeggingen, 1 413 mieszkańców, 32,08 km²
- Reimlingen, 1 337 mieszkańców, 9,54 km²
- Wechingen, 1 399 mieszkańców, 24,02 km²